# Регіональний муніципалітет округу
Регіональний муніципалітет округу (фр. Municipalité régionale de comté, MRC) — «надмуніципальне» об'єднання, що складається з кількох маленьких містечок та сіл. Елемент місцевого самоврядування у Квебеку.
Регіональний муніципалітет надає громадянам та муніципалітетам свого округу ряд послуг.
Він, зокрема, відповідає за розпланування території, створює та підтримує локальні центри економічного розвитку (фр. centre local de développement) тощо.
Регіональні муніципалітети були створені в 1979 році, щоб замінити стару систему округів, що існувала у Квебеку на той момент.
У 2006—2010 роках, внаслідок муніципальної реорганізації, Квебек мав 88 регіональних муніципалітетів. 89-й був заснований урядом Квебеку 7 липня 2010. Це — Регіональний муніципалітет Затоки Св. Лаврентія (фр. MRC Le Golfe-du-Saint-Laurent), який має у своєму складі п'ять муніципалітетів і неорганізовані території нижнього Північного Берегу.